# Gen.G Esports
Gen.G Esports ist ein E-Sport-Team mit Hauptsitz in Seoul (Südkorea), das in einer Vielzahl von Disziplinen aktiv ist. Laut Forbes betrug der geschätzte Wert des Unternehmens Stand 2022 ca. 250 Mio. US-Dollar.
Zu den größten Erfolgen der Organisation zählen unter anderem der Sieg beim Mid-Season Invitational 2024 und 2025 in League of Legends, der Gewinn der PUBG Global Championship 2019 sowie der Weltmeistertitel in Heroes of the Storm 2018.

## Geschichte
2017 unter dem Namen KSV Esports gegründet, trägt das Team seinen aktuellen Namen Gen.G seit Mai 2018. Die erste große Akquisition von KSV war das Overwatch-League-Franchise Seoul Dynasty. Teams in weiteren Disziplinen folgten, darunter das ehemalige League-of-Legends-Team von Samsung Galaxy.
Im Februar 2025 verpflichtete Gen.G mit Erigaisi Arjun einen Schach-Großmeister um das Team beim Esports World Cup zu vertreten. Erigaisi belegte bei dem Schnellschach-Event den vierten Platz und gewann 115.000 US-Dollar Preisgeld.

## Erfolge (Auswahl)

### Apex Legends
- 4. Platz ALGS Midseason Playoffs – 2025

### Call of Duty
- 2. Platz Call of Duty World League Anaheim – 2019
- 2. Platz Call of Duty World League Finals – 2019

### Counter-Strike (CS:GO)
- 1. Platz DreamHack Open Anaheim – 2020

### Heroes of the Storm
- 1. Platz HotS Global Championship – 2018

### League of Legends
- 4× Sieger League of Legends Champions Korea – Sommer 2022, Frühling 2023, Sommer 2023, Frühling 2024
- 2× Sieger Mid Season Invitational – 2024, 2025
- 1× Sieger Esports World Cup – 2025
- 3× Halbfinalist World Championship – 2021, 2022, 2024

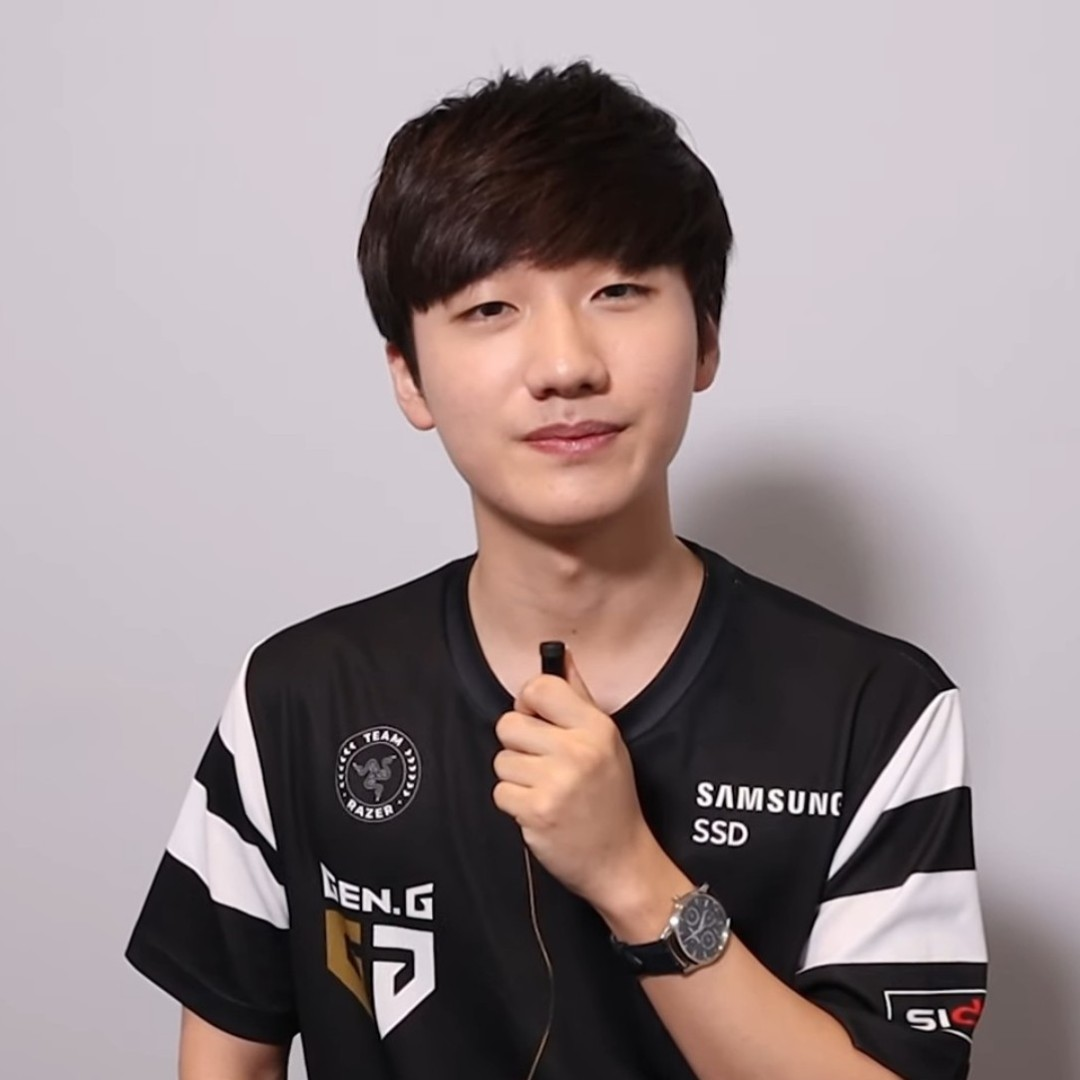
Han „Peanut“ Wang-ho (2019)
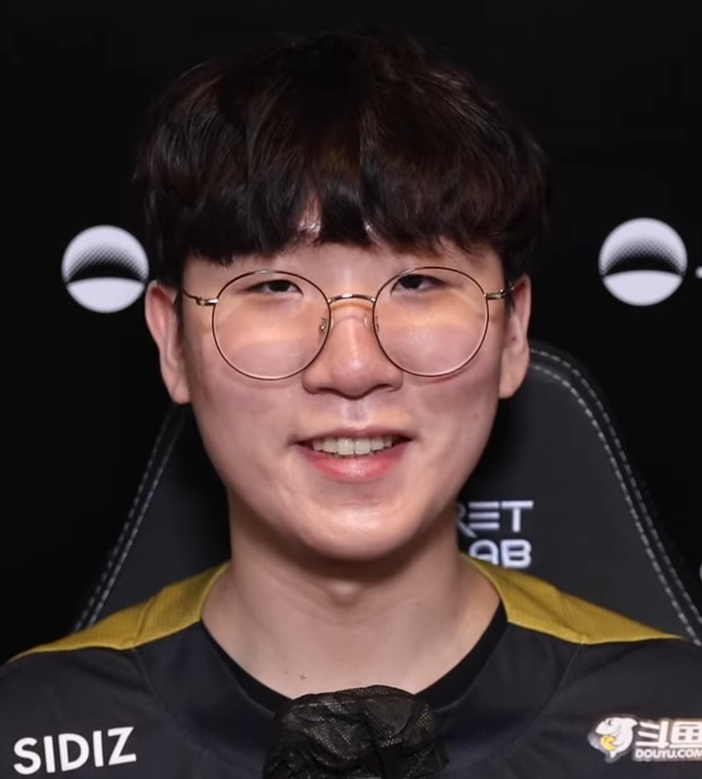
Park „Ruler“ Jae-hyuk (2022)
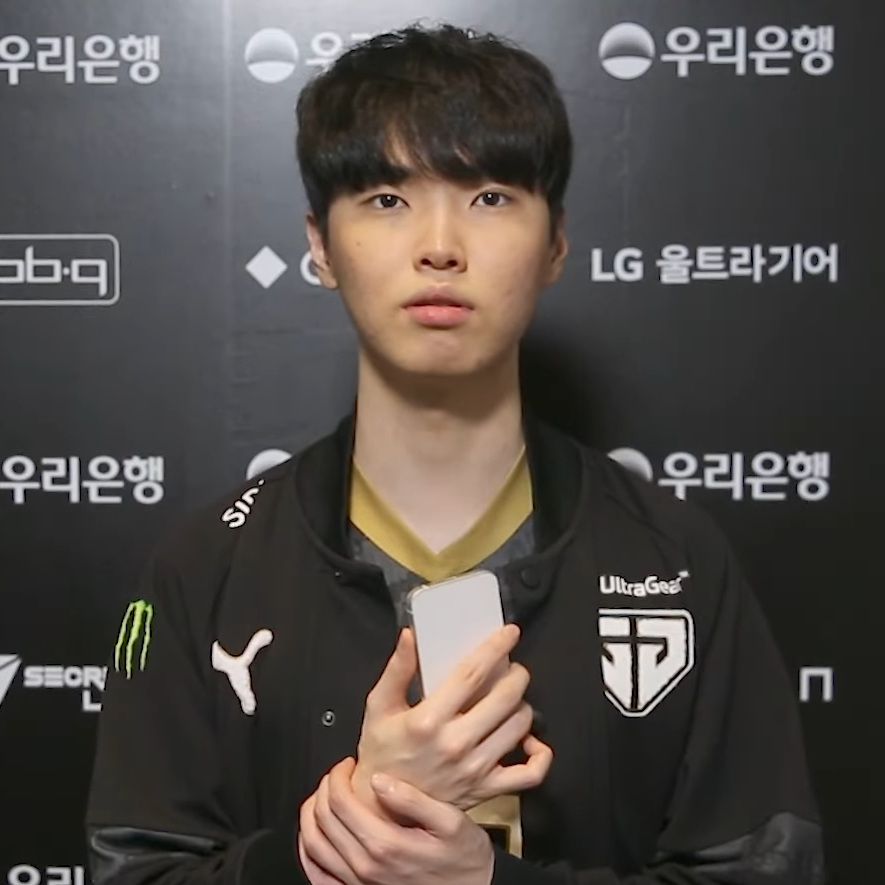
Jeong „Chovy“ Ji-hoon (2023)
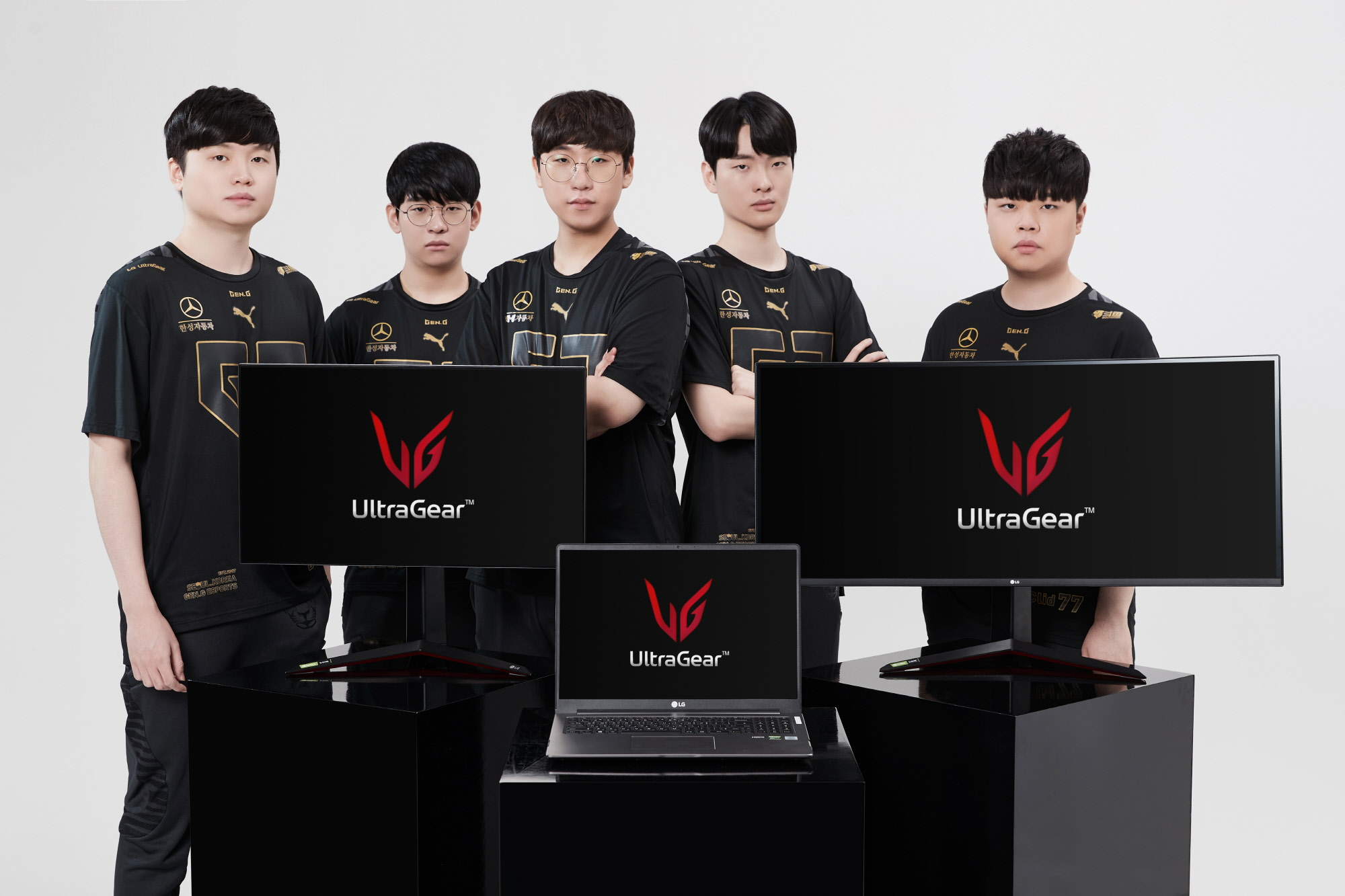
Teamfoto (2021)

2022 und 2024 war das LoL-Team von Gen.G zudem bei den Game Awards als Bestes E-Sport-Team nominiert.

Logo Seoul Dynasty

### PUBG
- 1. Platz PUBG Global Invitational (TPP) – 2018
- 1. Platz PUBG Global Championship – 2019
- 3. Platz PUBG Global Invitational.S – 2021
- 2. Platz Esports World Cup – 2025

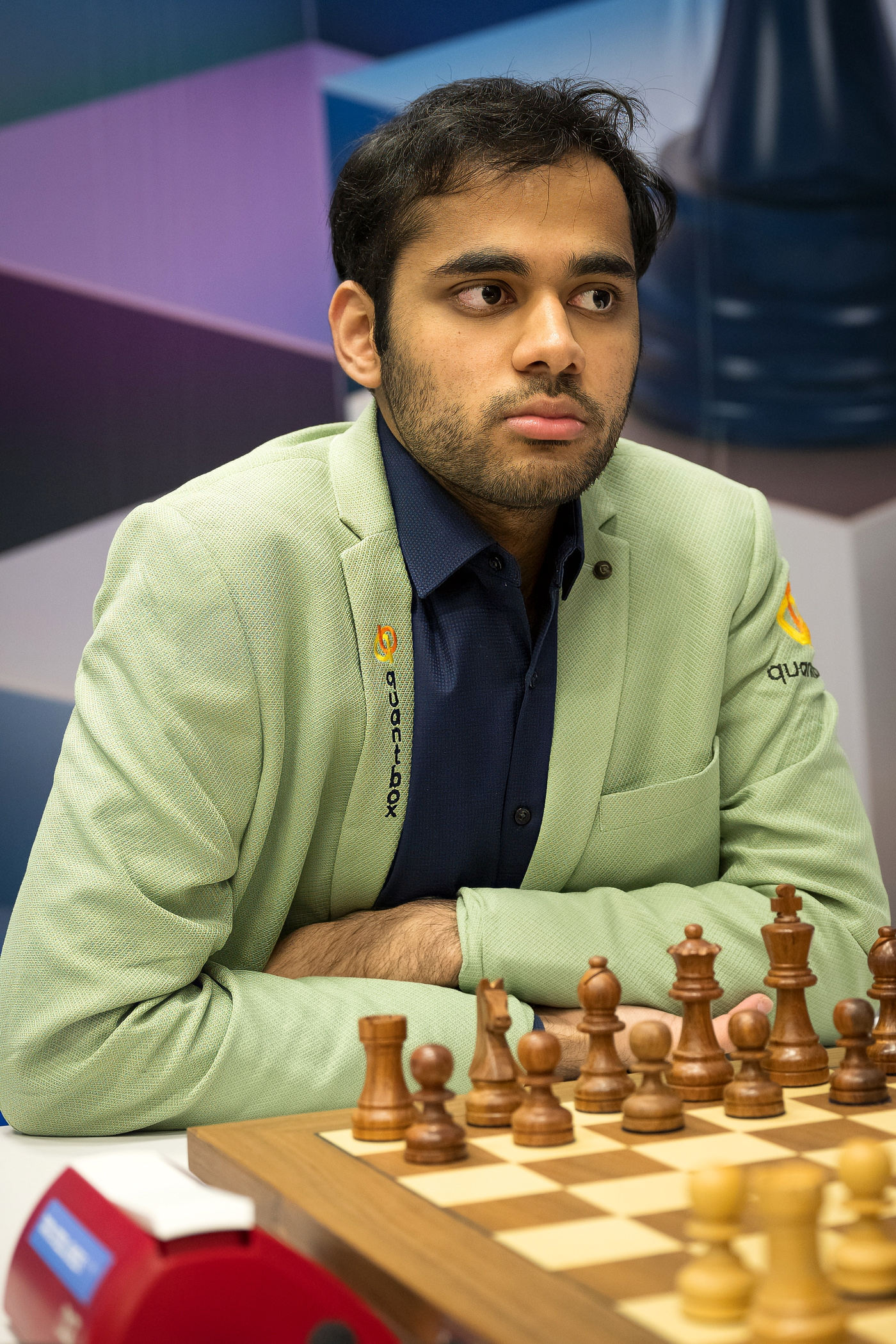
Erigaisi Arjun

### Schach
- 4. Platz Esports World Cup – 2025 ( Erigaisi Arjun)

### Valorant
- 1. Platz VCT Masters Shanghai – 2024
- 3. Platz Esports World Cup – 2025